# Dietershofen bei Babenhausen
Dietershofen bei Babenhausen (amtlich Dietershofen b.Babenhausen) ist ein Ortsteil der oberschwäbischen Gemeinde Oberschönegg im Landkreis Unterallgäu. 

## Lage

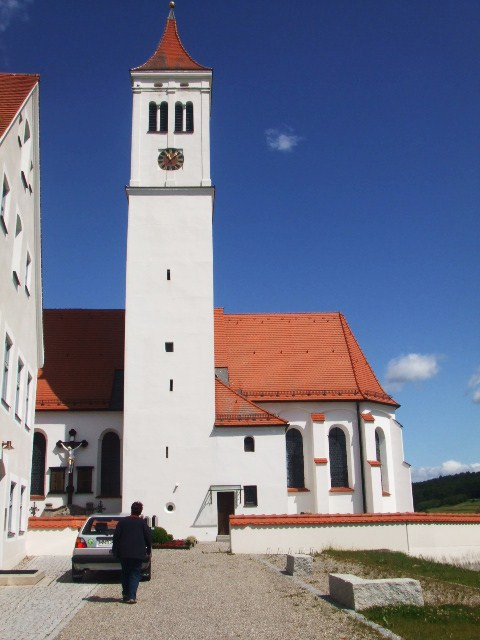
Pfarrkirche St. Ulrich in Dietershofen

Das Pfarrdorf Dietershofen liegt etwa 750 Meter östlich von Oberschönegg. 

## Geschichte
Im 8. Jahrhundert gehörte Dietershofen zum Stiftungsgut des Klosters Ottobeuren. Der Ort ging 1354/55 in den Besitz des Hochstifts Augsburg über. Bis zur Säkularisation verblieb er in dessen Besitz. Am 24. Juni 1462 wurde Dietershofen aufgrund von Streitigkeiten zwischen dem bayerischen Herzog Ludwig IX. und dem Hochstift Augsburg von dem bayerischen Herzog niedergebrannt. Bis 1771 erhöhte sich die Anzahl der Anwesen auf 26.

## Eingemeindungen
Dietershofen wurde 1818 eine selbstständige Gemeinde (Zweites Gemeindeedikt); dazu gehörte stets der Weiler Märxle. Die Gemeinde wurde am 1. Mai 1978 in die Gemeinde Oberschönegg eingegliedert.

## Baudenkmäler
Der Ort besitzt vier eingetragene Baudenkmäler:
- Pfarrkirche St. Ulrich
- Friedhofsmauer
- Pfarrhaus
- Wegkapelle.

Siehe auch: Liste der Baudenkmäler in Dietershofen bei Babenhausen.